# Macrolobium furcatum
Macrolobium furcatum är en ärtväxtart som beskrevs av Adolpho Ducke. Macrolobium furcatum ingår i släktet Macrolobium och familjen ärtväxter. Inga underarter finns listade i Catalogue of Life.